# أنطونيو رولدان
أنطونيو رولدان (بالإسبانية: Antonio Roldán)‏ مواليد 15 يونيو 1946 في مدينة مكسيكو، هو ملاكم محترف معتزل مكسيكي. شارك في دورة الألعاب الأولمبية الصيفية سنة 1968. حقق الميدالية الذهبية في الألعاب الأولمبية الصيفية 1968.

## إحصائيات
خاض خلال مسيرته 6 نزالا، فاز في 3 وتعادل في 1 وخسر في 2. فاز بالضربة القاضية في 2 نزالا.

## الميداليات
| الميدالية | المسابقة                       |
| --------- | ------------------------------ |
| ذهبية     | الألعاب الأولمبية الصيفية 1968 |

## روابط خارجية
- أنطونيو رولدان على موقع بوكس ريك (الإنجليزية) (registration required)
- أنطونيو رولدان على موقع أوليمبيديا (الإنجليزية)